# Patrick Wolff
Patrick Gideon Wolff (ur. 15 lutego 1968) – amerykański szachista i trener szachowy, arcymistrz od 1990 roku.

## Kariera szachowa
W szachy gra od 5. roku życia. W latach 1982, 1984, 1987 i 1988 reprezentował Stany Zjednoczone na mistrzostwach świata juniorów do 20 lat, w 1987 zajmując w Baguio IV m. (za Viswanathanem Anandem, Wasilijem Iwanczukiem i Grigorijem Serperem). Dwukrotnie (1984, 1987) zdobył tytuł mistrza USA juniorów z tej samej kategorii wiekowej. W 1991 zdobył dwa medale (srebrny wraz z drużyną oraz złoty za indywidualny wynik na I szachownicy) na drużynowych mistrzostwach świata studentów, rozegranych w Marindze. Największe sukcesy w karierze odniósł w latach 1992 i 1995, zwyciężając (w 1995 wspólnie z Nickiem de Firmianem i Aleksandrem Iwanowem) w mistrzostwach Stanów Zjednoczonych.
W 1988 w Nowym Jorku pokonał w partii symultanicznej ówczesnego mistrza świata Garriego Kasparowa po zaledwie 25 posunięciach. W 1989 zwyciężył w kołowym turnieju w Toronto oraz podzielił II m. (za Michaelem Adamsem, wspólnie z Ivanem Sokolovem) w Preston, na przełomie 1989 i 1990 podzielił II m. (za Anthony Kostenem, wspólnie z m.in. Siergiejem Smaginem) w turnieju Challenger festiwalu w Hastings, a w 1990 był drugi w Londynie (za Bentem Larsenem). W 1991 zajął II m. (za Eugenio Torre) w San Francisco, natomiast w 1992 powtórzył to osiągnięcie w Wijk aan Zee (turniej B, za Władimirem Tukmakowem). W 1993 uczestniczył w dwóch turniejach międzystrefowych (w Groningen – FIDE oraz w Biel/Bienne – PCA). W 1995 był w Nowym Jorku trenerem i sekundantem Viswanathana Ananda podczas jego meczu z Garrim Kasparowem o tytuł mistrza świata organizacji PCA. W 1996 odniósł jeden z ostatnich szachowych sukcesów, zwyciężając (wspólnie z Ivánem Moroviciem Fernándezem) w otwartym turnieju w North Bay. W 1997 zakończył starty w turniejach klasyfikowanych przez Międzynarodową Federację Szachową.
Najwyższy ranking w karierze osiągnął 1 stycznia 1994, z wynikiem 2595 punktów dzielił wówczas 57-63. miejsce na światowej liście FIDE, jednocześnie zajmując 6. miejsce wśród amerykańskich szachistów.